# Grote Terugtocht (1914)
Toen de zomer in 1914 ten einde liep, trokken de geallieerde legers zich van de Frans-Belgische grens tot aan de poorten van Parijs terug. De Franse generaal Joseph Joffre bereidde hierna een tegenoffensief voor, dat de geschiedenis in zou gaan als de Eerste Slag bij de Marne.

## Voorgeschiedenis
Na de Julicrisis was Europa in oorlog. Op 4 augustus trad het Schlieffenplan in werking met de Duitse inval in België. De Belgen wisten de Duitsers dagen tegen te houden, maar een terugval op de vesting Antwerpen was nagenoeg onvermijdelijk. Hierdoor kreeg de Duitse rechterflank vrij baan om door te stoten naar de Franse grens. Na een serie hevige veldslagen, de Slag der Grenzen, retireerden de Franse en Britse legers zo vlug als ze konden, en gaven daarbij grote stukken Frans grondgebied prijs.

## Verloop

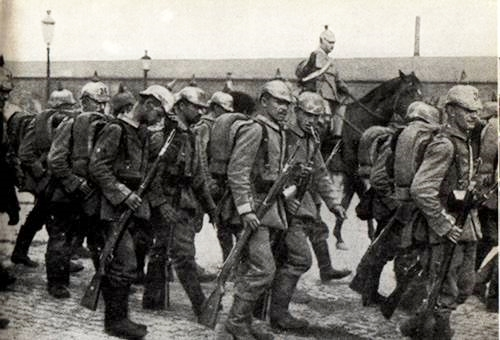
Duitse troepen van het Eerste Leger rukken op...

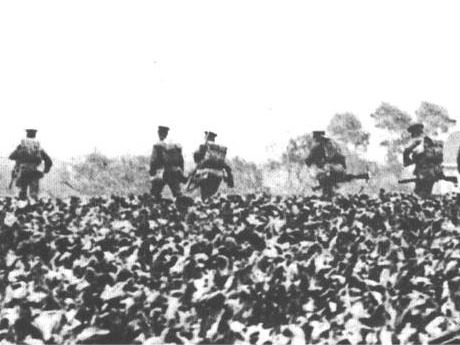
Britse troepen trekken terug

Als antwoord hierop stelden de Fransen een nieuw Tweede Leger, onder commando van generaal Manoury, op. Het zou de opmars van het Duitse Eerste Leger, het sterkste op de rechtervleugel, tegenhouden en een tegenoffensief uitvoeren. Dit gaf echter blijk van een complete onderschatting van de Duitse rechtervleugel (het Duitse Eerste Leger telde ongeveer 320.000 soldaten, het Franse Tweede Leger een stuk minder) en van de realiteit op het veld. Het door de Slag bij Bergen uitgedunde Brits Expeditieleger trok zich 20 km per dag terug, met de Duitsers op de hielen, in de brandende zomerzon. Enkele keren namen ze, samen met Franse detachementen, posities in, bijvoorbeeld bij Saint-Quentin waar ze een redelijk succesvolle tegenaanval uitvoerden. Dit kleinschalige succes was echter niet in staat de gehele Duitse rechterflank tegen te houden. Binnen enkele dagen stonden de Duitsers aan de poorten van Parijs en dat zorgde voor de nodige paniek: de verdediging van de stad werd voorbereid, bussen werden door het leger in dienst genomen en de regering vluchtte naar Bordeaux.
Naderhand begon een plan voor een tegenaanval vorm te krijgen.
Bij Verdun en Nancy hielden de Fransen stand, terwijl de vestingstad Reims werd opgegeven op 5 september. Met alle beschikbare reserves creëerden de Fransen een Zesde Leger en plaatsten het onder het commando van generaal Ferdinand Foch. Het werd tussen het 4de en 5de Leger geplaatst om een solide verdedigingslinie voor te bereiden.
Niet alleen de geallieerde soldaten verging het minder goed: ook de Duitse soldaten, vooral op de rechterflank, hadden reeds een maand lang gemarcheerd, en, boven op de blaren, kwam nog eens de gebrekkige bevoorrading en het toenemend verzet. Toch waren velen ervan overtuigd dat de overwinning nabij was.
Alexander von Kluck, de leider van het Eerste Leger, was door de Oberste Heeresleitung (OHL) ondergeschikt gemaakt aan de man links van hem: Karl von Bülow, die de leiding had over het Tweede Leger. Deze order werd na enkele dagen ingetrokken door hevig protest van von Kluck. Door de hernieuwde scheiding van de commando's en de lange afstand naar de OHL in Luxemburg hadden beide legers de grootste moeite om met elkaar in contact te blijven. De OHL beval von Kluck om ten oosten van Parijs te gaan, zoals het Schlieffenplan voorschreef. Von Kluck lapte, aannemend dat de geallieerde legers enkel nog maar wat opgejaagd moesten worden voordat ze zich zouden gaan overgeven, het bevel aan zijn laars. Hij ging ten westen van de Franse hoofdstad.
Dat zou een onverstandige beslissing blijken, want hij stelde zijn leger aan de rechterflank (westen) bloot aan mogelijke tegenaanvallen vanuit Parijs. Op 2 september staken zijn voorste eenheden de Marne over. Von Klucks snelle opmars veroorzaakte echter een gat van 48 km breed tussen zijn leger en dat van von Bülow. Joffre besloot de tegenaanval te starten op de rechterflank, en tegelijkertijd zou het Brits Expeditieleger zich in het gat bewegen.
De Eerste Slag bij de Marne was begonnen. Hierna zouden beide partijen zich bijna vier jaar ingraven.